# Diego Rico
Diego Rico Salguero (Burgos, Castilla y León, España, 23 de febrero de 1993) es un futbolista español que juega de defensa en el Getafe C. F. de la Primera División de España.

## Trayectoria
Debutó como profesional con el Real Zaragoza en la Copa del Rey, el 10 de septiembre de 2013 en el Estadio de Mendizorroza en la eliminatoria contra el Deportivo Alavés, disputando todo el partido, el cual terminó con la derrota de los maños en el descuento. Cuatro días después debuta en competición liguera en la Segunda División, de nuevo como titular, contra el Club Deportivo Tenerife en el Estadio de La Romareda, acabando el partido con la goleada blanquilla a los canarios por tres a cero.
Se inició en el deporte del fútbol en la escuela municipal de fútbol de Burgos posteriormente, continuó su formación en las categorías inferiores (benjamín a juvenil) del Burgos Promesas 2000, y Real Zaragoza, al que llegó en categoría juvenil en verano de 2011. Paco Herrera le hace debutar en el primer equipo a principios de la temporada 2013-14 por la baja de Abraham Minero, único lateral izquierdo con ficha en la plantilla. Gracias a su buen rendimiento y esfuerzo se hace con la titularidad en su puesto, ganándose la renovación con los blanquillos y la continuidad en la primera plantilla.
El 14 de junio de 2015, tras un majestuoso partido del conjunto maño en el campo del Girona para dar la vuelta al 0-3 de la ida de playoffs de ascenso a Liga BBVA, dispuso de un tiro a puerta vacía que hubiera supuesto el 1-5, pero el balón golpeó en el palo y un defensa del Girona lo despejó.
Fue nombrado como mejor lateral zurdo de la Segunda División española en la temporada 2014-15 y a su vez en la primera vuelta de la temporada 2015-16.
El 1 de enero de 2016 mejoró su contrato con el club blanquillo al hacerse ficha profesional con el primer equipo del Real Zaragoza, dificultando considerablemente la compra del jugador al Valencia C. F. y Real Sociedad que pretendían hacerse con los derechos del jugador burgalés por 5 millones de euros.
El 18 de agosto de 2016 el C. D. Leganés y el Real Zaragoza llegaron a un acuerdo por el traspaso del jugador, que diversas informaciones estimaban en un millón de euros más el IVA correspondiente. El jugador y el club pepinero firmaron un contrato por cuatro temporadas.
El 8 de agosto de 2017 el jugador y el Club Deportivo Leganés llegaron a un acuerdo para su renovación con una mejora de contrato y hasta la conclusión de la temporada 2020-21 con un cláusula de rescisión de 20 millones de euros.
El 24 de julio de 2018 el conjunto pepinero anunció que había llegado a un acuerdo con el AFC Bournemouth para el traspaso del jugador al conjunto inglés.
Después de tres años en Inglaterra, el 26 de julio de 2021 se hizo oficial su regreso al fútbol español tras firmar por dos temporadas con la Real Sociedad. Tras lesionarse del bíceps femoral en pretemporada, tuvo que esperar hasta el 31 de octubre para hacer su debut, en un empate a 1 en el derbi vasco ante el Athletic Club en el Reale Arena.[cita requerida] En marzo de 2023 renovó su contrato hasta 2025.
El 1 de septiembre de 2023, tras la llegada de Kieran Tierney a la Real Sociedad, fue cedido al Getafe C. F. Durante la temporada disputó 35 partidos, en el mes de julio fue ejercida la opción de compra y firmó hasta 2026.

## Estadísticas

### Clubes
Actualizado al último partido disputado el 4 de noviembre de 2024.
| Club                       | Div.          | Temporada     | Liga  | Liga  | Copas nacionales | Copas nacionales | Copas internacionales | Copas internacionales | Total | Total |
| Club                       | Div.          | Temporada     | Part. | Goles | Part.            | Goles            | Part.                 | Goles                 | Part. | Goles |
| -------------------------- | ------------- | ------------- | ----- | ----- | ---------------- | ---------------- | --------------------- | --------------------- | ----- | ----- |
| Real Zaragoza "B" · España | 2.ª B         | 2011-12       | 6     | 0     | —                | —                | —                     | —                     | 6     | 0     |
| Real Zaragoza "B" · España | 2.ª B         | 2012-13       | 11    | 0     | —                | —                | —                     | —                     | 11    | 0     |
| Real Zaragoza "B" · España | Total club    | Total club    | 17    | 0     | 0                | 0                | 0                     | 0                     | 17    | 0     |
| Real Zaragoza · España     | 2.ª           | 2013-14       | 30    | 2     | 1                | 0                | —                     | —                     | 31    | 2     |
| Real Zaragoza · España     | 2.ª           | 2014-15       | 37    | 2     | 1                | 0                | —                     | —                     | 38    | 2     |
| Real Zaragoza · España     | 2.ª           | 2015-16       | 39    | 1     | 1                | 0                | —                     | —                     | 40    | 1     |
| Real Zaragoza · España     | Total club    | Total club    | 106   | 5     | 3                | 0                | 0                     | 0                     | 109   | 5     |
| C. D. Leganés · España     | 1.ª           | 2016-17       | 25    | 1     | 0                | 0                | —                     | —                     | 25    | 1     |
| C. D. Leganés · España     | 1.ª           | 2017-18       | 26    | 2     | 7                | 1                | —                     | —                     | 33    | 3     |
| C. D. Leganés · España     | Total club    | Total club    | 51    | 3     | 7                | 1                | 0                     | 0                     | 58    | 4     |
| AFC Bournemouth Inglaterra | 1.ª           | 2018-19       | 12    | 0     | 4                | 0                | —                     | —                     | 16    | 0     |
| AFC Bournemouth Inglaterra | 1.ª           | 2019-20       | 27    | 0     | 2                | 0                | —                     | —                     | 29    | 0     |
| AFC Bournemouth Inglaterra | 2.ª           | 2020-21       | 33    | 1     | 5                | 0                | —                     | —                     | 38    | 1     |
| AFC Bournemouth Inglaterra | Total club    | Total club    | 72    | 1     | 11               | 0                | 0                     | 0                     | 83    | 1     |
| Real Sociedad · España     | 1.ª           | 2021-22       | 21    | 0     | 3                | 0                | 2                     | 0                     | 26    | 0     |
| Real Sociedad · España     | 1.ª           | 2022-23       | 20    | 0     | 4                | 0                | 7                     | 1                     | 31    | 1     |
| Real Sociedad · España     | Total club    | Total club    | 41    | 0     | 7                | 0                | 9                     | 1                     | 57    | 1     |
| Getafe C. F. · España      | 1.ª           | 2023-24       | 32    | 0     | 3                | 0                | ―                     | ―                     | 35    | 0     |
| Getafe C. F. · España      | 1.ª           | 2024-25       | 12    | 0     | 0                | 0                | ―                     | ―                     | 12    | 0     |
| Getafe C. F. · España      | Total club    | Total club    | 44    | 0     | 3                | 0                | 0                     | 0                     | 47    | 0     |
| Total carrera              | Total carrera | Total carrera | 331   | 9     | 31               | 1                | 9                     | 1                     | 371   | 11    |